# Khu dự trữ sinh quyển Los Volcanes
Khu dự trữ sinh quyển Los Volcanes là một khu dự trữ sinh quyển thế giới được UNESCO công nhận nằm trong vành đai núi lửa xuyên Mexico nằm ở nam-trung tâm Mexico. Khu bảo tồn có diện tích 171.774,4 hécta (663,225 dặm vuông Anh) bao quanh các ngọn núi lửa Popocatépetl và Ixtaccíhuatl, đánh dấu ranh giới địa lý sinh học giữa vùng sinh thái Tân Bắc Cực và Tân nhiệt đới. Nó được quản lý bởi cơ quan quản lý vườn quốc gia Izta-Popo Zoquiapan.

## Hệ sinh thái
Độ cao của Los Volcanes  thay đổi trong khoảng 2.589 mét (8.494 ft) đến 5.452 mét (17.887 ft) so với mực nước biển. Tại đây có một hệ sinh thái dốc rất rõ rệt bắt nguồn từ sự thay đổi về độ cao, tạo ra sự đa dạng của nhiều loài đặc hữu. Hệ sinh thái bao gồm các loài thông, linh sam có mặt trong các khu rừng thông-sồi Vành đai núi lửa xuyên Mexico cùng với các thảo nguyên núi cao. Thành tạo địa chất của nó có nguồn gốc núi lửa với phần lớn là đá bazan và andesit.